# کیمبرلی (ویرجینیای غربی)
کیمبرلی(به انگلیسی: Kimberly) شهری در ایالت ویرجینیای غربی کشور ایالات متحده آمریکا است که جمعیت آن در سرشماری سال ۲۰۱۰ میلادی، ۲۸۷ نفر بوده‌است.